# مقاله‌های استثنائی اینشتین

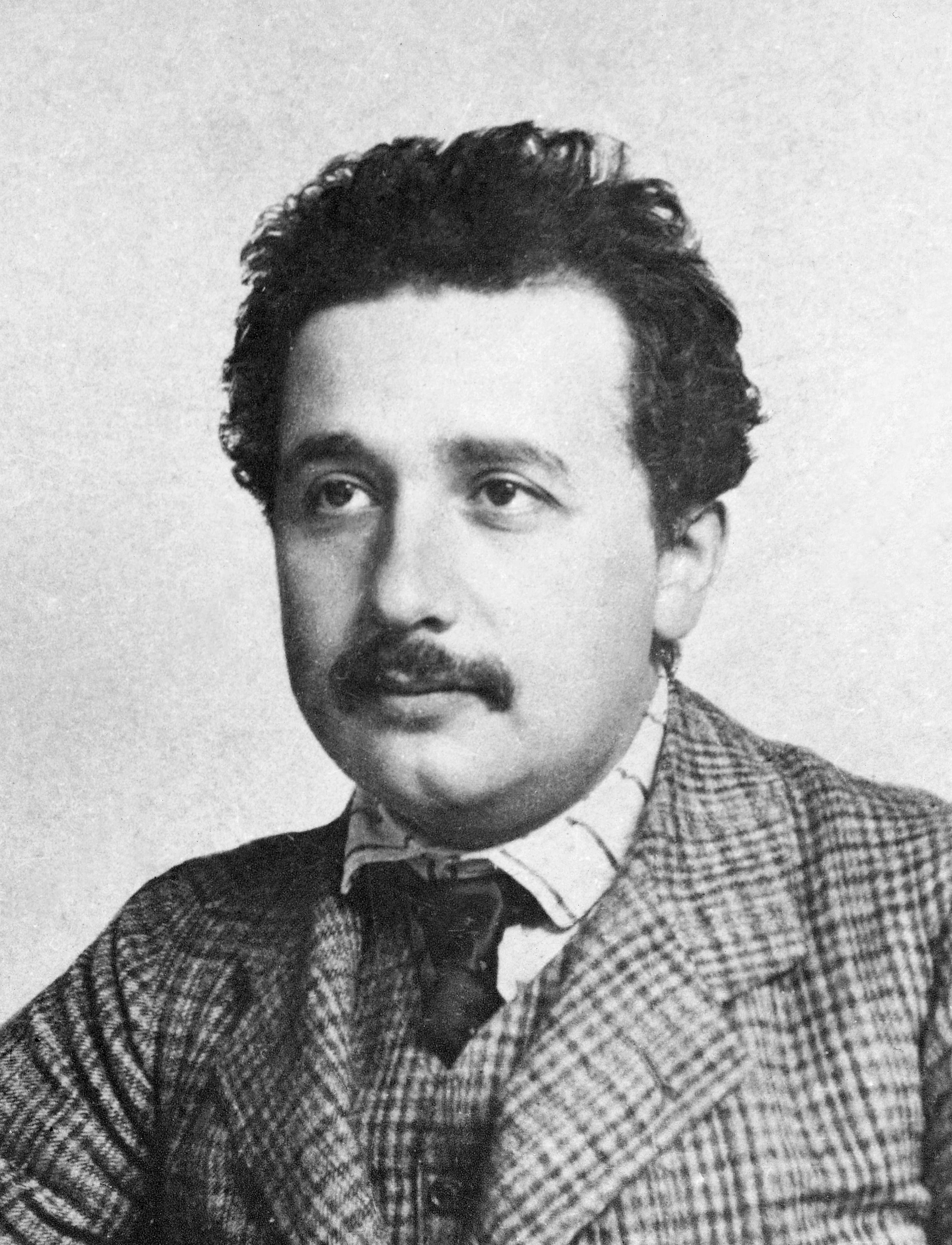
آلبرت اینشتین در ۱۹۰۴ یا ۱۹۰۵؛ زمانی که مقاله‌های استثنائی "Annus Mirabilis" را می‌نوشت

مقاله‌های استثنائی انیشتین، (به لاتین: [Annus mirabilis) (انگلیسی: Annus Mirabilis papers)، (از "annus marrabilis" لاتین، "سال فوق العاده") مقاله‌هایی از آلبرت اینشتین در ژورنال علمی سالنامه فیزیک هستند (Annalen der Physik)؛ که در سال ۱۹۰۵ منتشر شده‌است. این چهار مقاله به مقدار قابل توجهی به پایه‌گذاری فیزیک مدرن و تغییر دیدگاه‌ها در زمینه‌های فضا، زمان، جرم و انرژی کمک کردند. مجموعهٔ مقاله‌های استثنائی اغلب به عنوان «سال معجزه» به انگلیسی یا سال شگفت‌انگیز (Wunderjahr) در آلمان نامیده می‌شود.

## پیشینه
در زمانی که این مقالات نوشته می‌شدند، انیشتین دسترسی آسانی به مجموعهٔ کامل منابع مرجع علمی نداشت؛ هرچند او به‌طور منظم به خواندن و مشارکت در ارزیابی نظرات در ژورنال سالنامهٔ فیزیک می‌پرداخت. علاوه بر این، تعداد همکاران علمی در دسترس برای بحث در مورد نظریه‌هایش معدود بودند. او در آن زمان به‌عنوان یک آزمایش‌گر در اداره ثبت اختراع در برن (شهر)، سوئیس کار می‌کرد، و او بعدها در بارهٔ همکار کاردانش، میشل بسو، گفت که «امکان نداشت که او هرگز بتواند برای ایده‌هایش در سراسر اروپا همکارانی به این خوبی پیدا کند». علاوه بر این، همکاران و دیگر اعضای گروه خودشیوهٔ «آکادمی المپیک» (موریس سولویین و پل هبیچت)، و نیز همسرش، میلوا ماریچ، هر یک به‌نوبهٔ خود تأثیری بر کار اینشتین داشته‌اند؛ اما چقدر مشخص نیست

## سال یادبود
بنا به تصمیم انجمن بین‌المللی فیزیک خالص و کاربردی (IUPAP)، به‌خاطر بزرگداشت صدمین سال انتشار فعالیت گستردهٔ انیشتین در سال ۱۹۰۵، سال ۲۰۰۵ به‌عنوان سال جهانی؛ سال جهانی فیزیک، اعلام شود. پس از آن این پیشنهاد توسط سازمان ملل متحد تأیید گردید.